# Linda Ferrando
Linda Ferrando (Genua, 12 januari 1966) is een voormalig tennisspeelster uit Italië. Ferrando speelt rechtshandig. Zij was actief in het proftennis van 1983 tot in 1995.

## Loopbaan

### Enkelspel
Ferrando debuteerde in 1983 op het ITF-toernooi van Bari (Italië). Zij stond in 1986 voor het eerst in een finale, op het ITF-toernooi van Rabac (toenmalig Joegoslavië) – hier veroverde zij haar eerste titel, door de Joegoslavische Renata Šašak te verslaan. In totaal won zij drie ITF-titels, de laatste in 1993 in Arzachena (Italië).
In 1987 kwalificeerde Ferrando zich voor het eerst voor een WTA-hoofdtoernooi, op het toernooi van Rome – zij bereikte er de tweede ronde. Enkele maanden later kwalificeerde zij zich voor het eerst voor een grandslamtoernooi, op Roland Garros 1987 – zij won haar openingspartij van de Zweedse Karolina Karlsson. Haar beste resultaten op de WTA-toernooien zijn het bereiken van de vierde ronde, op het Tier I-toernooi van Miami in 1988, de kwartfinale op het Tier II-toernooi van Hilton Head in 1989 en de halve finale op het Tier III-toernooi van Luzern in 1993.
Haar beste resultaat op de grandslamtoernooien is het bereiken van de vierde ronde, op het US Open 1990, waar zij onder meer de als derde geplaatste Monica Seles versloeg. Haar hoogste notering op de WTA-ranglijst is de 36e plaats, die zij bereikte in april 1994.

### Dubbelspel
Ferrando was in het dubbelspel minder actief dan in het enkelspel, maar bereikte daarmee toch betere resultaten. Zij debuteerde in 1984 op het ITF-toernooi van Carpi (Italië), samen met landgenote Patrizia Murgo. Zij stond in 1986 voor het eerst in een finale, op het ITF-toernooi van Subiaco (Italië), samen met landgenote Stefania Dalla Valle – hier veroverde zij haar eerste titel, door het Franse duo Nathalie Ballet en Karine Quentrec te verslaan. In totaal won zij twee ITF-titels, de andere in 1992 in Salerno (Italië).
In 1987 speelde Ferrando voor het eerst op een WTA-hoofdtoernooi, op het toernooi van Rome, samen met landgenote Laura Murgo. Zij stond in 1988 voor het eerst in een WTA-finale, op het toernooi van Båstad, samen met landgenote Silvia La Fratta – zij verloren van het koppel Sandra Cecchini en Mercedes Paz. In 1992 veroverde Ferrando haar enige WTA-titel, op het toernooi van Bayonne, samen met de Tsjecho-Slowaakse Petra Langrová, door het koppel Claudia Kohde-Kilsch en Stephanie Rehe te verslaan.
Haar beste resultaat op de grandslamtoernooien is het bereiken van de tweede ronde. Haar hoogste notering op de WTA-ranglijst is de 33e plaats, die zij bereikte in juni 1993.

### Tennis in teamverband
In de periode 1991–1993 maakte Ferrando deel uit van het Italiaanse Fed Cup-team – zij behaalde daar een winst/verlies-balans van 4–4. In 1991 bereikten zij de kwartfinale van de Wereldgroep, door in de eerste ronde te winnen van Israël.

## Posities op deWTA-ranglijst
Positie per einde seizoen:
| jaar | rang enkelspel | rang dubbelspel |
| ---- | -------------- | --------------- |
| 1984 | 292            | –               |
| 1985 | 221            | –               |
| 1986 | 267            | 238             |
| 1987 | 154            | 178             |
| 1988 | 67             | 105             |
| 1989 | 44             | 114             |
| 1990 | 68             | 86              |
| 1991 | 96             | 106             |
| 1992 | 62             | 67              |
| 1993 | 52             | 67              |
| 1994 | 84             | 241             |
| 1995 | 472            | –               |

## Palmares
| Legenda                |
| ---------------------- |
| Grandslamtoernooi      |
| Olympische Spelen      |
| Year-End Championships |
| Tier I                 |
| Tier II                |
| Tier III               |
| Tier IV & V            |

### WTA-finaleplaatsen enkelspel
geen

### WTA-finaleplaatsen vrouwendubbelspel
| nr.              | finale     | toernooi        | ondergrond | partner          | tegenstandsters                     | score         |
| ---------------- | ---------- | --------------- | ---------- | ---------------- | ----------------------------------- | ------------- |
| gewonnen finales |            |                 |            |                  |                                     |               |
| 1.               | 1992-10-04 | WTA Bayonne     | tapijt (i) | Petra Langrová   | Claudia Kohde-Kilsch Stephanie Rehe | 1-6, 6-3, 6-4 |
| verloren finales |            |                 |            |                  |                                     |               |
| 1.               | 1988-07-10 | WTA Båstad      | gravel     | Silvia La Fratta | Sandra Cecchini Mercedes Paz        | 0-6, 2-6      |
| 2.               | 1990-08-25 | WTA Schenectady | hardcourt  | Wiltrud Probst   | Alysia May Nana Miyagi              | 4-6, 7-5, 3-6 |

## Resultaten grandslamtoernooien
| Legenda | Legenda                          |
| ------- | -------------------------------- |
| g.t.    | geen toernooi gehouden           |
| l.c.    | lagere categorie                 |
| –       | niet deelgenomen                 |
| G       | uitgeschakeld in de groepsfase   |
| 1R      | uitgeschakeld in de eerste ronde |
| 2R      | uitgeschakeld in de tweede ronde |
| 3R      | uitgeschakeld in de derde ronde  |
| 4R      | uitgeschakeld in de vierde ronde |
| KF      | uitgeschakeld in de kwartfinale  |
| HF      | uitgeschakeld in de halve finale |
| F       | de finale verloren               |
| W       | het toernooi gewonnen            |
| w-v     | winst/verlies-balans             |

### Enkelspel
| toernooi        | 1987 | 1988 | 1989 | 1990 | 1991 | 1992 | 1993 | 1994 | 1995 |
| --------------- | ---- | ---- | ---- | ---- | ---- | ---- | ---- | ---- | ---- |
| Australian Open | –    | –    | –    | –    | –    | –    | –    | 3R   | 1R   |
| Roland Garros   | 2R   | 2R   | 1R   | 2R   | 1R   | 3R   | 2R   | 1R   | –    |
| Wimbledon       | –    | 1R   | 1R   | 1R   | 3R   | 1R   | 1R   | –    | –    |
| US Open         | –    | 2R   | 2R   | 4R   | 1R   | 2R   | 1R   | 1R   | –    |

### Vrouwendubbelspel
| toernooi        | 1988 | 1989 | 1990 | 1991 | 1992 | 1993 | 1994 |
| --------------- | ---- | ---- | ---- | ---- | ---- | ---- | ---- |
| Australian Open | –    | –    | –    | –    | –    | –    | 2R   |
| Roland Garros   | 1R   | 2R   | 1R   | 2R   | 1R   | 2R   | –    |
| Wimbledon       | –    | –    | 1R   | 1R   | 2R   | 1R   | –    |
| US Open         | 2R   | 2R   | 2R   | 2R   | 2R   | 2R   | –    |

### Gemengd dubbelspel
| toernooi        | 1990 |    | 1993 |
| --------------- | ---- | -- | ---- |
| Australian Open | –    | –  |      |
| Roland Garros   | –    | –  |      |
| Wimbledon       | 1R   | –  |      |
| US Open         | –    | 1R |      |